# River Claire (vattendrag i Dominica)
River Claire är ett vattendrag i Dominica.   Det ligger i parishen Saint George, i den södra delen av landet, 2 km öster om huvudstaden Roseau. River Claire ligger på ön Dominica.